# Marcin Juszczyk
Marcin Juszczyk est un footballeur polonais né le 23 janvier 1985 à Cracovie. Il jouait au poste de gardien de but.

## Carrière
- 2000-2001 :  Wisła Cracovie
- 2002 :  LKS Niedźwiedź
- 2002-2003 :  Wisła Cracovie
- 2003-2004 :  Górnik Wieliczka
- 2004-2006 :  Wisła Cracovie
- 2006-2007 :  Górnik Wieliczka
- 2007-2009 :  Wisła Cracovie
- 2009-2010 :  Nea Salamina Famagouste
- 2010 :  Wisła Cracovie
- 2010- :  Polonia Bytom

## Palmarès
- Champion de Pologne : 2008